# Andrés Fleurquin
Andrés José Fleurquin Rubio (Montevideo, 2 augustus 1975) is een Uruguayaans voetballer die sinds 2011 speelt bij Defensor Sporting Club.

## Interlandcarrière
Fleurquin speelde elf keer voor het nationale elftal van Uruguay. Hij maakte zijn debuut voor de nationale ploeg op 12 oktober 1997 in de WK-kwalificatiewedstrijd tegen Argentinië, die eindigde in een 0-0 gelijkspel. Fleurquin viel in dat duel na 67 minuten in voor aanvoerder Pablo Bengoechea, die zijn 43ste en laatste interland speelde voor Celeste. Fleurquin nam met Uruguay deel aan de Copa América 1999, waar de ploeg in de finale met 3-0 verloor van titelverdediger Brazilië.